# Rab (Ehrentitel)
Der Namenszusatz Rab bzw. Raw mitunter abgekürzt R. bezeichnet einen Ehrentitel für jüdische Gelehrte. 
Als Beispiele können Rab Nachman (Rab Nachman bar Jakob, Raw Nachman ben Jakob), ein Amoräer der dritten Generation in Babylon, oder Rab Nachman bar Isaak (gest. 356), ein Amoräer der vierten Generation in Babylonien, genannt werden. In der rabbinischen Literatur werden nur die jüdischen Gelehrten in Babylonien ‚Rab‘ (רב) genannt, während die Gelehrten des Landes Israel ‚Rabbi‘ (רבי), abgekürzt ‚R.‘ (ר׳), heißen.